# Antoni Grocholski
Antoni Grocholski herbu Syrokomla (ur. 7 czerwca 1767 w Tereszkach, zm. 22 kwietnia 1808 tamże) – komisarz Komisji Porządkowej Cywilno-Wojskowej województwa bracławskiego, rotmistrz kawalerii narodowej w 1789, konsyliarz konfederacji generalnej koronnej w konfederacji targowickiej w 1792. Marszałek guberni bracławskiej. 

## Życiorys
Był starszym synem Franciszka Ksawerego Grocholskiego. 5 maja 1790 został kawalerem Orderu Świętego Stanisława. 16 października 1793 odznaczony Orderem Orła Białego. Po śmierci ojca w wyniku podziału rodzinnego majątku objął dobra wołyńskie i Tereszki, w których zgromadził pokaźną bibliotekę i galerię obrazów obejmującą ponad 500 płócien mistrzów malarstwa włoskiego, francuskiego holenderskiego i flamandzkiego. 
W 1798 zawarł małżeństwo z Eleonorą Bierzyńską, podkomorzanką kijowską, które jednak zakończyło się rozwodem w 1801. Znany był ze swobodnego stylu bycia i licznych miłostek. 
10 kwietnia 1805 wydał Ustawy dla Rolników Dóbr klucza Tereszkowskiego głoszące uwolnienie poddanych od robocizn i zawierające obietnicę pełnej dziedzicznej własności ziemi i zabudowań. Do pełnego wprowadzenia i utrwalenia zapowiadanych reform nie doszło jednak z powodu śmierci Antoniego. Zmarł po krótkiej chorobie w rodzinnych Tereszkach, 3 maja 1808 pochowany został w grobach rodzinnych pod kościołem oo. dominikanów w Winnicy. Wobec bezpotomnej śmierci Antoniego jego majątek odziedziczył młodszy brat Jan Nepomucen, który do sprawy projektowanych reform już nie powrócił